# ماهورك (كرتشمبو الجنوبي)
ماهورك (بالفارسية: ماهورک) هي قرية تقع في إيران في قسم کرتشمبو الجنوبي الريفي. يقدر عدد سكانها بـ 137 نسمة بحسب إحصاء 2016.